# Raif Dizdarević

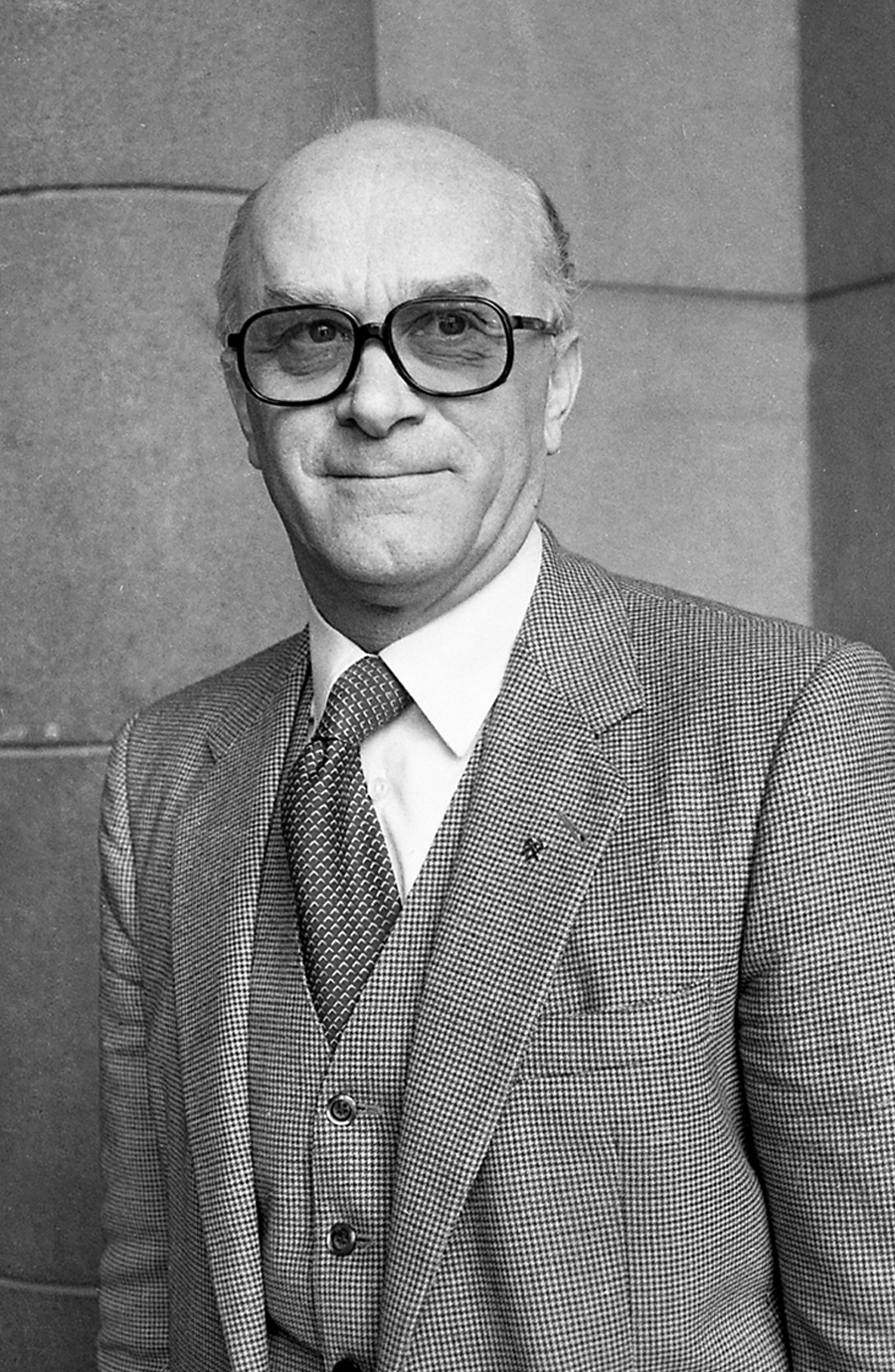
Raif Dizdarević

Raif Dizdarević (* 9. Dezember 1926 in Fojnica, Königreich der Serben, Kroaten und Slowenen) ist ein ehemaliger jugoslawischer Politiker.

## Biografie
Er beteiligte sich ab August 1943 am Kampf der Jugoslawischen Volksbefreiungsarmee, wurde 1944 Mitglied des Kommunistischen Jugendverbands und im März 1945 Mitglied des Bundes der Kommunisten Jugoslawiens. Nach dem Zweiten Weltkrieg war er unter anderem im diplomatischen Dienst und als Gewerkschaftsfunktionär tätig.
Raif Dizdarević war von 1978 bis 1982 Vorsitzender der Präsidentschaft von Bosnien und Herzegowina und 1982 bis 1983 Präsident des jugoslawischen Bundesparlaments. Von 1984 bis 1988 war er jugoslawischer Außenminister und vom 15. Mai 1988 bis 15. Mai 1989 Vorsitzender des Präsidiums der Sozialistischen Föderativen Republik Jugoslawien und damit nominell Staatsoberhaupt. In dieser Funktion hielt er sich im Dezember 1988 zu einem Freundschaftsbesuch in Ost-Berlin auf.
Seit dem Zusammenbruch Jugoslawiens ist Raif Dizdarević nicht mehr politisch tätig. Er lebt heute als Schriftsteller in Sarajevo.

## Werke
- Od smrti Tita do smrti Jugoslavije, 1999 (ISBN 9958-43-040-1, Vom Tod Titos bis zum Tod Jugoslawiens, englischsprachige Ausgabe Tito's death to the death of Yugoslavia)
- Vrijeme koje se pamti, 2006 (Memoiren)